# 科普氏直線脂鯉
科普氏直線脂鯉（學名：Moenkhausia copei），中文俗名科佩伊翠绿燈、红尾科佩伊燈，為輻鰭魚綱脂鯉目脂鯉亞目脂鯉科的其中一個種，為熱帶淡水魚，分布於南美洲巴西淡水流域，本魚體延長且側扁，眼大，吻鈍，尾鰭叉形，體色略帶透明的翠綠色，體中央具一條帶金屬光澤的綠色橫帶，尾鰭和脂鰭紅色，體長可達6公分，棲息在底中層水域，生活習性不明，可做為觀賞魚。

## 扩展阅读
- 維基物種上的相關：科普氏直線脂鯉